# Johannes Metger
Johannes Metger (Groothusen, 15 dicembre 1850 – Kiel, 24 gennaio 1926) è stato uno scacchista tedesco.
Figlio di un pastore protestante, ottenne il titolo di maestro dopo aver vinto nel 1876 il torneo principale di Lipsia. 
Dopo essersi laureato in filologia e matematica all'Università di Gottinga, si trasferì nel 1882 a Kiel, dove svolse l'attività di insegnante.
Altri risultati di rilievo:
- 1894:  2º-4º al torneo di Colonia, vinto da Johannes Zukertort.
- 1893:  4º-6º a Kiel (vinsero Curt von Bardeleben e Carl Walbrodt)
- 1900:  3º nel torneo quadrangolare di Kiel
- 1901:  =1º nel torneo quadrangolare di Kiel

Al torneo di Berlino 1897 si classificò 12º, ma vinse partite contro Michail Čigorin, Amos Burn e Eric Cohn.
Vinse tornei locali a Schwerin (1883), Rostock (1884) e Wismar (1886).
Fu molto attivo a Kiel come organizzatore e istruttore di molti ottimi giocatori, che divennero noti come esponenti della "Kieler Schule". Nel 1901 fondò il circolo Kieler Schachgesellschaft, che esiste tuttora.
Scrisse un manuale didattico (Die Schachschule, Lipsia 1886) e un libro sull'ottavo congresso dell'Unione Scacchistica Tedesca (Der achte Kongress des Deutschen Schachbundes, Lipsia 1894).
Diresse il torneo di Baden-Baden 1925, vinto da Alexander Alekhine.
Il suo nome è legato alla variante Metger della partita dei quattro cavalli:

 1.e4 e5 2.Cf3 Cc6 3.Cc3 Cf6 4.Ab5 Ab4 5.0-0 0-0 6.d3 d6 7.Ag5 Axc3 8.bxc3 De7 9.Te1 Cd8   (con l'idea di portare questo cavallo in e6).